# Sphaerodiplosis dubia
Sphaerodiplosis dubia är en tvåvingeart som beskrevs av Rubsamen 1916. Sphaerodiplosis dubia ingår i släktet Sphaerodiplosis och familjen gallmyggor. Inga underarter finns listade i Catalogue of Life.